# Костер, Самуил
Самуил Костер (нидерл. Samuel Coster; 1579—1662) — голландский драматург.
Был врачом амстердамского госпиталя; много сделал для развития голландской драмы. Самые известные из его произведений: комедии «Spel Van Tiisken van der Schilden», «Spel van de Rycke Man», «Boereklucht van Teeuwis de Boer en men Juffer van Grevelinckhuysen», трагедии «Itys», «Iphigeneia», «Polyxena», «Isabella». Сочинения Костера издал Kollewyn (Гаарлем, 1883).